# レオン・フフナゲル
レオン・フフナゲル（Leon Hufnagel、1893年 - 1933年2月19日）は、ポーランドの天文学者である。

## 人物
ワルシャワに生まれた。1921年から1926までプルコヴォでWolnej Wszechnicyに学び、1926年からルンド天文台、1928年からアメリカ合衆国で働き、1930年からポツダム天体物理天文台で働いた。彗星の軌道の研究などに功績があった。著書に天体物理学の教科書 Lehrbuch der Stellarstatistik(1937年)がある。ベルリンで没した。